# Rae Natalie Prosser de Goodall
Rae Natalie Prosser de Goodall (cerca de Lexington, Ohio, Estados Unidos, 13 de abril de 1935 - Estancia Harberton, Tierra del Fuego, Argentina, 25 de mayo del 2015) fue una bióloga radicada en Tierra del Fuego que se dedicó a estudiar y recolectar datos sobre la fauna y flora fueguinas.

## Datos biográficos
Rae Natalie Prosser de Goodall nació en una granja cerca de Lexington, en el estado de Ohio. En su juventud ganó una beca de estudios en la Universidad Estatal de Kent, donde obtuvo, entre otros títulos, una maestría en biología. Atraída por la isla Grande de Tierra del Fuego, viajó al extremo sur de la Argentina, inspirada por la famosa obra El último confín de la Tierra, de Esteban Lucas Bridges. Así conoció al bisnieto del pionero Thomas Bridges, el copropietario y administrador de la estancia Harberton, Thomas D. Goodall, con quien contrajo matrimonio en 1963. Falleció en la estancia el 25 de mayo de 2015.
A partir de la colección privada de la reconocida bióloga, en 2001 se creó en estancia Harberton, el Museo Acatushun (lengua yámana) de Aves y Mamíferos Australes. Colaboradora de National Geographic Society y de diferentes organismos nacionales e internacionales dedicados a la investigación de la naturaleza, como AMMA (Asociación de Mamíferos Marinos Australes), el proyecto «Orca del Fin del Mundo» y CEQUA (Centro de Estudios del Cuaternario), presidió la Fundación RNP (Rae Natalie Prosser Foundation) para la investigación en América del Sur Austral, que lleva a cabo programas relacionados con becas y pasantías para estudiantes y profesionales de las ciencias naturales. Investigó, promovió, apoyó y dirigió proyectos de investigación científica o técnica sobre la flora y fauna de la zona, especialmente de la isla grande de Tierra del Fuego, Antártida y Patagonia Austral. Brindó asistencia técnica y científica a otras instituciones nacionales e internacionales en relación con la naturaleza, su preservación y desarrollo.

## Publicaciones
En 1970 publicó el libro Tierra del Fuego, una reseña de flora, fauna, geografía, historia, poblamiento y turismo de la isla, declarado de valor histórico y turístico; continúa vigente hasta ahora como material de consulta ineludible. Su trabajo es reconocido internacionalmente, aun cuando su labor científica sobre la flora y fauna de Tierra del Fuego fue prácticamente ad honorem durante más de treinta años. Entre sus trabajos figuran publicaciones en revistas científicas:
- Interspecific variation of ontogeny and skull shape among porpoises (Phocoenidae) [Variación interespecífica de la ontogenia y la forma del cráneo en marsopas (Phocoenidae), en Journal of Morphology.[11]
- On the identity of Tursio Chiloensis Philippi 1900 [Acerca de la identidad de Tursio Chiloensis Philippi 1900], en Marine Mammal Science.[12][13]
- Serrated Flippers and Directional Asymmetry in the Appendicular Skeleton of the Commerson's Dolphin (Cephalorhynchus commersonii) [Aletas serradas y asimetría direccional en el esqueleto apendicular del delfín de Commerson (Cephalorhynchus commersonii)], en The Anatomical Record: Advances in Integrative Anatomy and Evolutionary Biology.[14]

Sus dibujos de la fauna y flora de la Tierra del Fuego figuran en la colección de la Hunt Botanical Library, en Pittsburgh, Estados Unidos, y aparece como artista botánica en Botanical Art and Illustration (1972-1973), una publicación de esta biblioteca.

## Membresías
- Museo Argentino de Ciencias Naturales «Bernardino Rivadavia», Ciudad Autónoma de Buenos Aires
- Museo del Fin del Mundo, Ushuaia, Tierra del Fuego.
- Museo de Nueva Zelanda Te Papa Tongarewa (ex Museo Nacional de Nueva Zelanda).
- Museo de la Ciudad, Río Grande, Tierra del Fuego.
- Long Marine Lab, University of California Santa Cruz
- Centro Austral de Investigaciones Científicas (CADIC), Ushuaia, Tierra del Fuego.
- Investigadora independiente ad-honorem del Consejo Nacional de Investigaciones Científicas y Técnicas de Argentina (Conicet)
- Sociedad Latinoamericana Solamac, especialistas de mamíferos acuáticos.[16]

## Reconocimientos
- Premio Albatros, Universidad Nacional de la Patagonia San Juan Bosco, 1983.
- Miembro internacional invitado, The Society of Woman Geographers, 1984
- Faro del Fin del Mundo, premio del gobierno de Tierra del Fuego, 1994
- Miembro internacional invitado, Explorers Club of New York, 1995.
- Gold Medal, The Society of Woman Geographers, 1996. Por su estudio de la botánica y la biología de la flora y fauna nativa de Tierra del Fuego.[17]
- Miembro del «Ohio Women’s Hall of Fame», 1996.[18]
- Doctorado honoris causa en Ciencias, Kent State University, 1997.
- Special Achievement Award, Kent State University Alumnae, 1997.
- Pink Carnation Award, highest award of Gamma Phi Beta Sorority, 1998.